# 学校法人宮崎総合学院
学校法人宮崎総合学院（がっこうほうじんみやざきそうごうがくいん）は、宮崎県宮崎市に本部をおく学校法人。系列に、九州総合学院があり、MSG大原カレッジリーグを形成する。

## 本部所在地
〒880-0802 宮崎県宮崎市別府町4-19

## 設置教育機関
- 宮崎情報ビジネス医療専門学校
- 大原簿記公務員専門学校宮崎校
- 宮崎福祉医療カレッジ
- 宮崎ペットワールド専門学校
- 宮崎サザンビューティ美容専門学校

(他に、九州総合学院に属する九州医学技術専門学校、九州工科自動車専門学校がある)

## 沿革
- 1986年3月 - 学校法人宮崎総合学院 設立
- 1986年4月 - 宮崎情報ビジネス専門学校 開校。
- 1995年4月 - 大原簿記公務員専門学校宮崎校 開校
- 1999年4月 - 宮崎福祉医療カレッジ 開校
- 2004年4月 - 宮崎ペットワールド専門学校 開校
- 2004年9月 - 株式会社宮崎コミュニティカレッジ 設立
- 2005年4月 - 宮崎サザンビューティ美容専門学校 開校
- 2006年4月 - 宮崎県青少年自然の家 指定管理
- 2006年4月 - 学校法人平和台学園 いずみ幼稚園 継承
- 2007年4月 - 学校法人吉田学園 九州医学技術専門学校 (長崎県) 継承
- 2009年4月 - 宮崎市民文化ホール 指定管理
- 2009年9月 - 九州工科自動車専門学校 (熊本県) 継承
- 2010年4月 - 宮崎県建設技術センター(宮崎県産業開発青年隊) 指定管理
- 2010年10月 - 国立大学法人 宮崎大学と業務提携に関する協定締結